# Siganus puellus

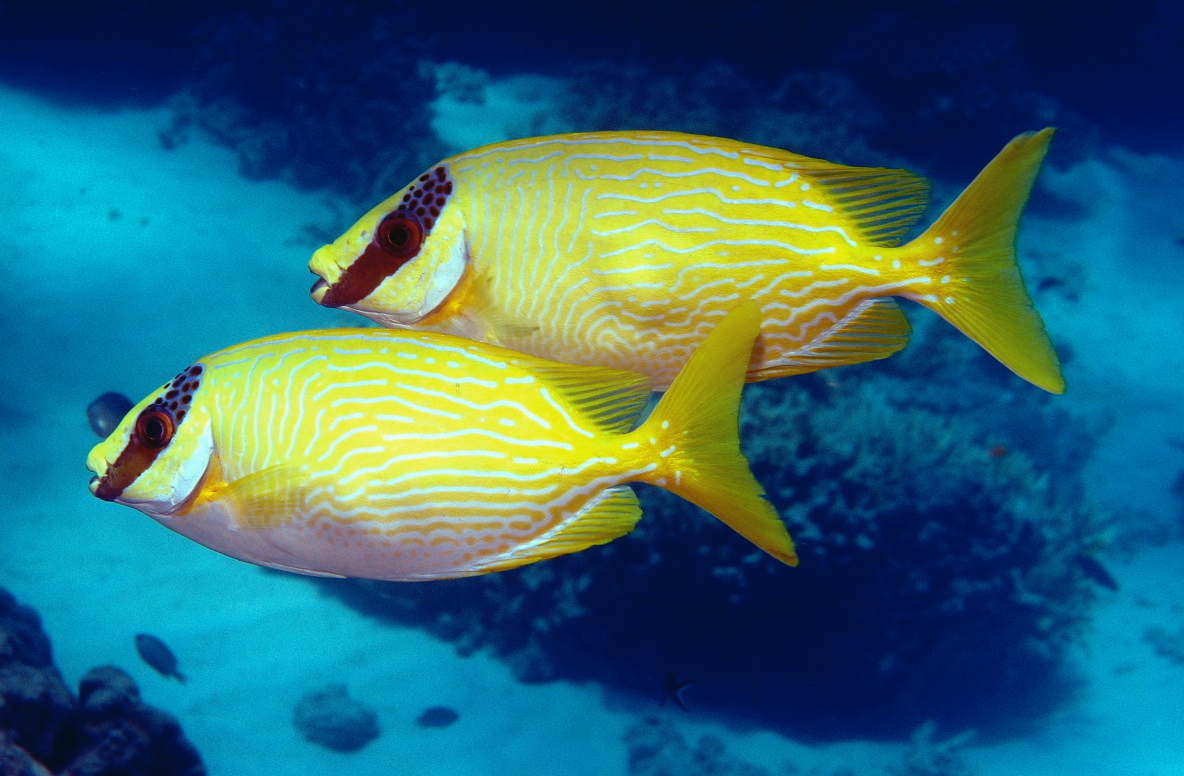
Pareja de S. puellus en Cairns, Australia

Siganus puellus es una especie de peces marinos de la familia Siganidae, orden Perciformes, suborden Acanthuroidei. 
Sus nombres más comunes en inglés son Masked rabbitfish, o pez conejo enmascarado, y Bluelined rabbitfish, o pez conejo de rayas azules.

## Morfología
El cuerpo de los Siganidos es medianamente alto, muy comprimido lateralmente. Visto de perfil recuerda una elipse. La boca es terminal, muy pequeña, con mandíbulas no protráctiles. 
La coloración base de la cabeza, el cuerpo y las aletas, es amarilla. El vientre es blancuzco-plateado. La cabeza tiene una franja diagonal, de color marrón negruzca, que la recorre desde el nacimiento de la aleta dorsal, atravesando el ojo, hasta la barbilla. La parte superior de la franja, hasta el ojo, contiene gruesos puntos. El iris es negruzco y el área orbital plateada. El borde inferior de la fosa nasal anterior, se expande posteriormente en una lengüeta triangular,   corta y amplia. El cuerpo está decorado con finas rayas onduladas, color azul claro, más o menos paralelas y horizontales.  
Cuentan con 13 espinas y 10 radios blandos dorsales, precedidos por una espina corta saliente, a veces ligeramente sobresaliente, y otras totalmente oculta. La aleta anal cuenta con 7 fuertes espinas y 9 radios blandos. Las aletas pélvicas tienen 2 espinas, con 3 radios blandos entre ellas, característica única y distintiva de esta familia. Las espinas de las aletas tienen dos huecos laterales que contienen glándulas venenosas.
El tamaño máximo de longitud es de 38 cm, aunque el tamaño medio de adulto es de 25 cm.

## Reproducción
Son ovíparos y de fertilización externa. Los huevos son adhesivos. El desove se produce al oscurecer, en los meses calurosos, coincidiendo con el ciclo lunar.
Poseen un estado larval planctónico, y desarrollan un estado postlarval, característico del suborden Acanthuroidei, llamado acronurus, en el que los individuos son transparentes, y se mantienen en estado pelágico durante un periodo extendido antes de establecerse en el hábitat definitivo, y adoptar entonces la forma y color de adultos.

## Alimentación
Son principalmente herbívoros. Progresan de alimentarse de fitoplancton y zooplancton, como larvas, a alimentarse de macroalgas, algas herbáceas y pastos marinos. Los juveniles suelen alimentarse de algas filamentosas, de adultos, se alimentan de algas, esponjas y tunicados.

## Hábitat y comportamiento
Habitan en aguas tropicales, asociados a arrecifes de coral, en lagunas y arrecifes exteriores. Individuos de hasta 7 cm de largo, forman grandes escuelas en lagunas y arrecifes planos soleados, particularmente en áreas dominadas por colonias coralinas de Acropora. Los adultos ocurren en parejas.
Su rango de profundidad es entre 1 y 30 metros, aunque se reportan localizaciones entre 0,5 y 47 metros, y en un rango de temperatura entre 26.69 y 29.33 °C.

## Distribución geográfica
Estos peces se encuentran en el océano Pacífico oeste y el sudeste del Índico. Desde Cocos y el área indo-malaya, al norte desde las islas Ryukyu, y hasta islas del Pacífico central, como Tonga.
Está presente en Australia, Cocos, Filipinas, Indonesia, Japón, Kiribati, Malasia, islas Marshall, Micronesia, Nueva Caledonia, Palaos, Papúa Nueva Guinea, islas Ryukyu, islas Salomón, Taiwán, Tonga, Vanuatu, Vietnam e isla Wake.

## Galería

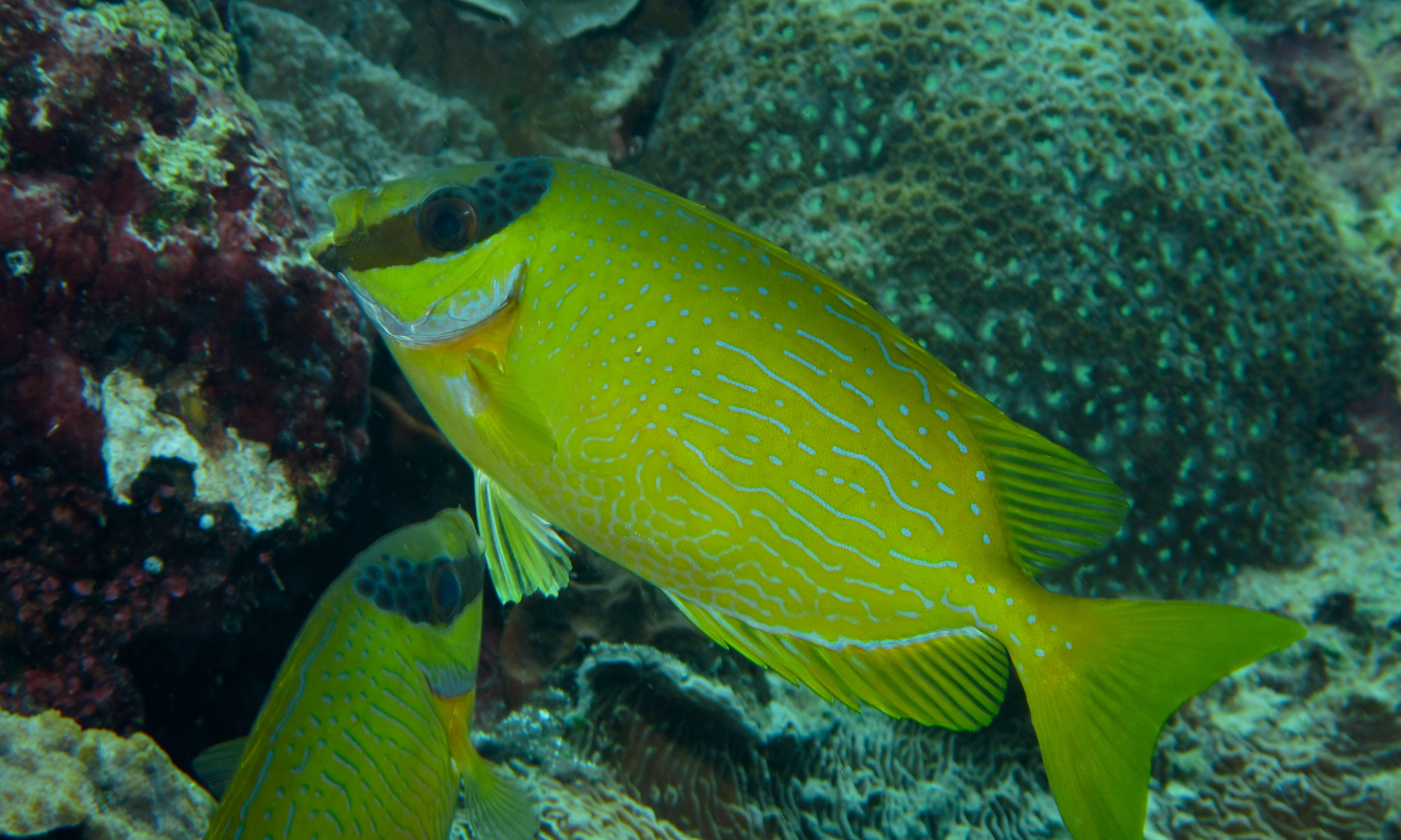
Pareja de S. puellus en isla Bunaken, Sulawesi, Indonesia
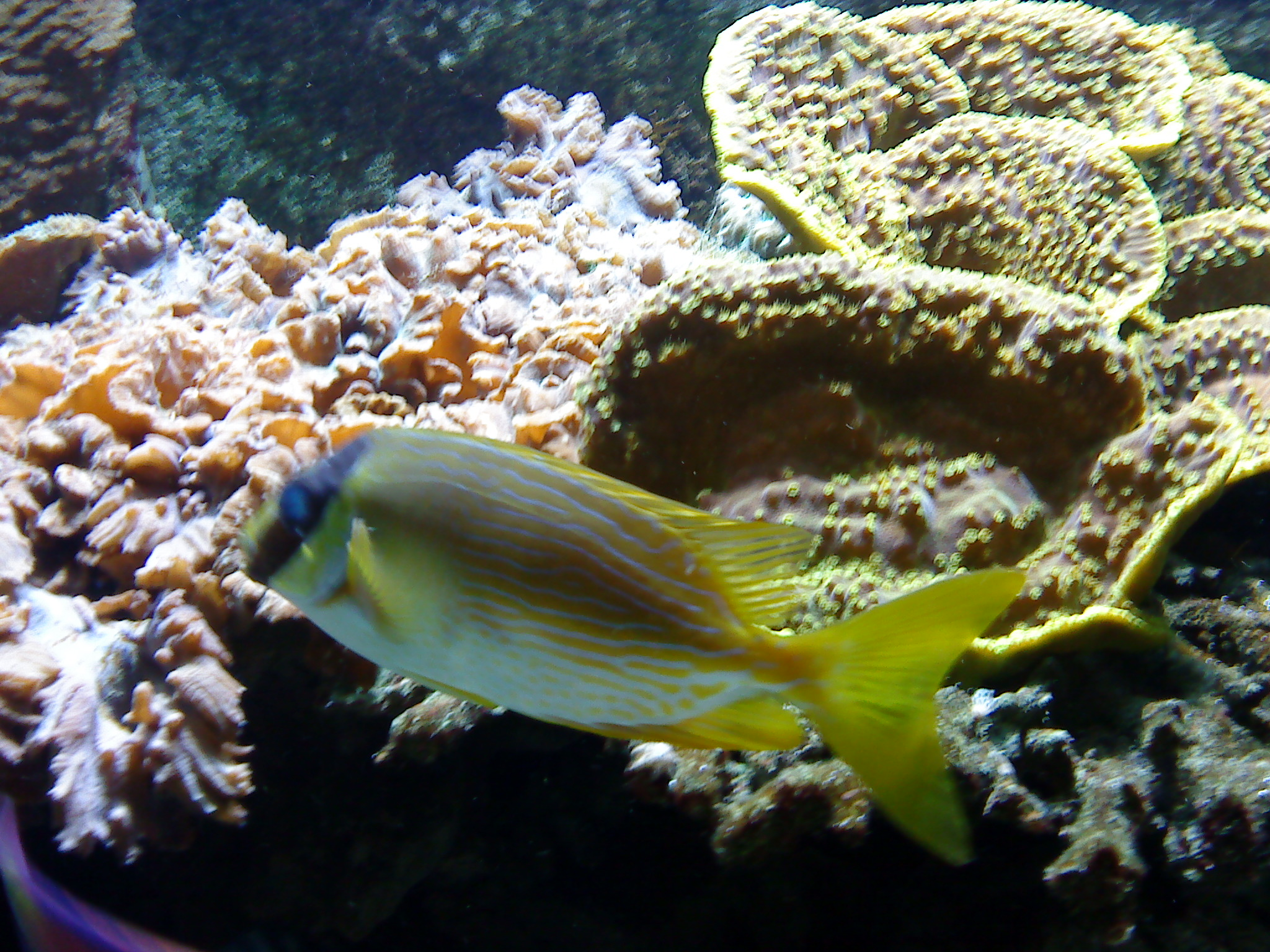
S. puellus en el acuario de Nancy, Francia
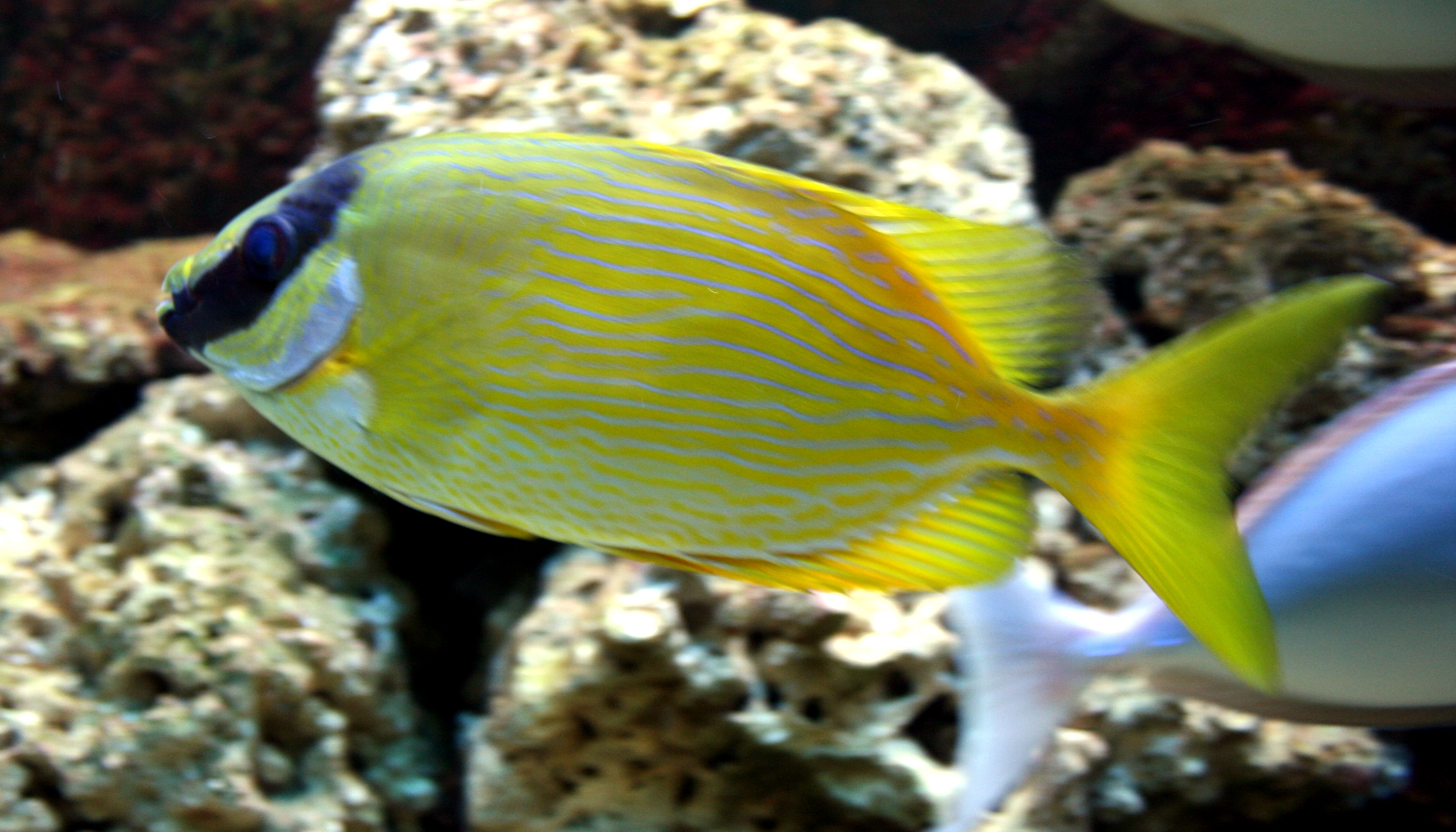
S. puellus en el acuario marino de Praga, República Checa
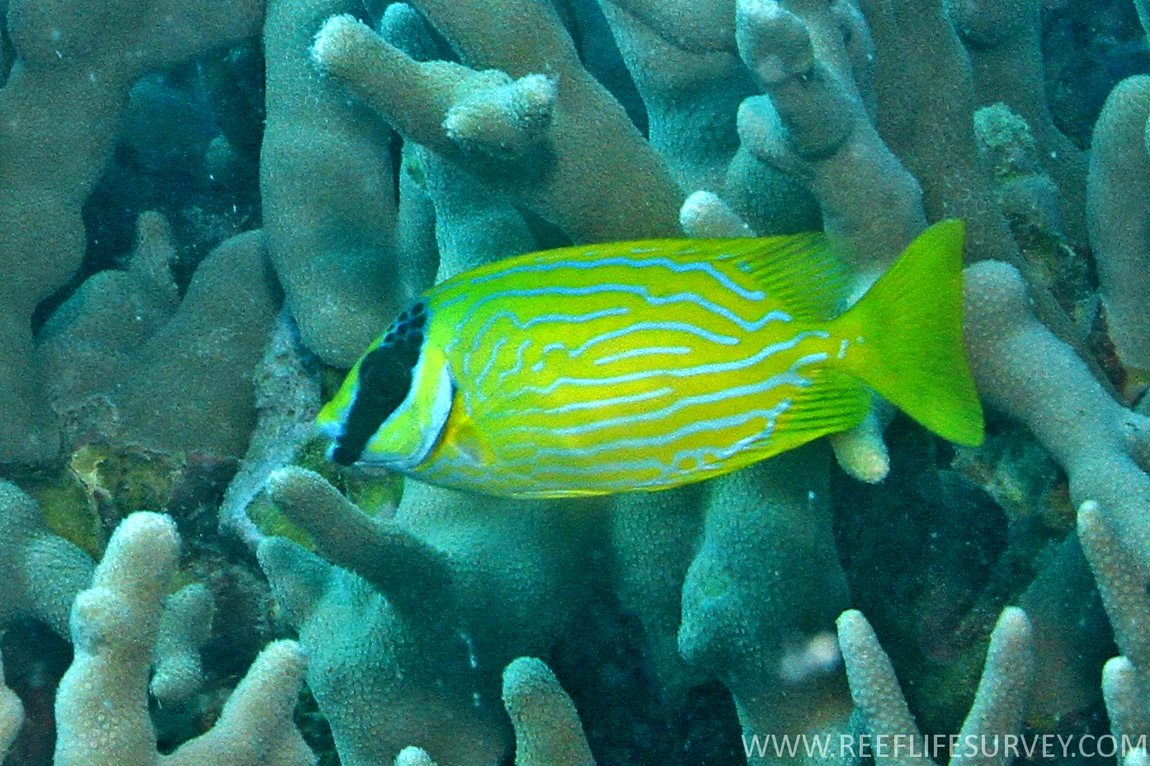
S. puellus subadulto en la Gran Barrera de Arrecifes australiana